# 呼都而尸道皋若鞮單于
呼都而尸道皋若鞮單于（？—46年），挛鞮氏，名輿，為新朝至東漢初年匈奴單于。

## 生平
輿是呼韓邪單于之子。其兄烏珠留若鞮單于封輿為右賢王，烏累若鞮單于封為左谷蠡王。后进左贤王。新朝天凤五年（公元18年），烏累死後，輿繼任單于。开始与中原保持和好关系，派遣大且渠奢至常安献物。因王莽胁迫立右骨都侯须卜当为须卜单于以取代他，于是怀怨扰边。刘玄更始元年（23年）王莽被杀后，他恢复与汉朝使臣往来，接受汉朝所授单于旧制玺绶。又扶立三水卢芳为汉帝，帮助彭宠拔蓟城，一再侵扰北边。汉光武帝建武五年（29年），多次侵犯渔阳界，因被抗击，于是罢兵。次年，匈奴薁鞬日逐王和卢芳军为汉将冯异所败，再派使臣往来，以通旧好，但仍勾结卢芳入侵。建武十年（34年），以兵援卢芳，被大司马吴汉所败，退出塞。后多次与东汉交兵，互有胜负，汉将杜茂、张堪、祭彤、马援对其进行反击。在位28年（公元18年至46年）。